# Concha Bonita
Concha Bonita est une comédie musicale d'Alfredo Arias et René de Ceccatty de 2002, sur une musique de Nicola Piovani, compositeur de plusieurs films de Federico Fellini et de Nanni Moretti. L'héroïne éponyme de la pièce est une femme trans, Concha Bonita.
L'action se déroule en cinq actes, entièrement chantés.

## Histoire
Concha Bonita vit à Paris, riche et heureuse, entre son amant Raimundo et son coiffeur Carlos. Elle reçoit un appel téléphonique de Myriam, un ancien amour de Buenos Aires, qui ignore que Pablo se prénomme désormais Concha. Et Concha va à son tour être surprise d'apprendre qu'elle est « père ».

## Fiche technique
- Livret : Alfredo Arias et René de Ceccatty
- Musique : Nicola Piovani,
- Orchestre : Ad Lib
- Direction musicale : Nicolas Tescari
- Décors et costumes : Françoise Tournafond
- Mise en scène : Alfredo Arias

- Représentations : Théâtre national de Chaillot de décembre 2002 à février 2003, puis en tournée en France et en Italie. Une version italienne de la pièce a été jouée et enregistrée, avec dans les mêmes rôles qu'en français Catherine Ringer, Mauro Gioia et Alejandra Radano.

- La comédie musicale a été éditée en DVD.

## Distribution
Par ordre d'apparition
- Jacques Haurogné : Carlo, le coiffeur de Concha
- Mauro Gioia : Raimundo, l'amant et secrétaire de Concha
- Catherine Ringer : Concha Bonita
- Vincent Heden : Pablo
- Gaëlle Mechaly  ou Isabelle Desrochers (en alternance ; dans le DVD, le rôle est tenu par Gaëlle Mechaly) : Evaavabette
- Alejandra Radano : Myriam
- Claire Pérot : Dolly / Dolores

## Découpage scénique
Acte 1 : Le monde de Conchita
- Esclaves de l'amour
- Le rêve de Concha
- Les cendres de Cyrano

Acte 2 : On ne peut pas revenir en arrière
- La voix humaine
- L'arrivée de Myriam
- Un homme ? Jamais !

Acte 3 : Concha devient père
- Un père pour repère
- L'apparition de Concha
- Myriam et Raimundo se comprennent
- Mélancolie du soir
- La créature
- Mensonge ou vérité
- La double métamorphose

Acte 4 : L'échange
- Une même femme
- Nostalgie
- Le pacte

## Autour de la pièce
- Un livre d'Alfredo Arias, Folies-Fantômes, décrivait dans une nouvelle les aventures de Concha Bonita: un  Argentin a quitté son pays pour Paris et a effectué une transition de genre pour devenir Concha. Un jour arrive son ancienne amante, avec leur enfant.
- Concha Bonita est la troisième collaboration d'Alfredo Arias et René de Ceccatty, après Mortadela et Peines de cœur d'une chatte française.
- Pendant la scène où Concha évoque ses séances de cinéma avec sa mère, sont projetées sur un écran les images de plusieurs stars féminines: Vivien Leigh, Marilyn Monroe...
- L'Italo-Argentine Alejandra Radano, qui joue Myriam, l'ancienne amante de Concha, jouait pour la première fois en France. Alfredo Arias l'a rencontrée après qu'elle a joué dans Chicago à Buenos Aires.
- Alejandra Radano avait auparavant également joué le rôle de Sally dans Cabaret en Argentine. Claire Pérot, qui interprète sa fille Dolly dans Concha Bonita, a ensuite joué ce même rôle de Sally dans Cabaret à Paris.
- Après cette collaboration avec Catherine Ringer, Alfredo Arias a travaillé avec les Rita Mitsouko comme musiciens en 2006 pour Les Noces de l'Enfant Roi à Versailles.